# 爱德华七世国王大桥
爱德华七世国王大桥（英語：King Edward VII Bridge）是一座横跨泰恩河的铁路桥，位于英格兰东北部的泰恩河畔纽卡斯尔和盖茨黑德之间。它是英国二级登录建筑，被誉为“英国最后一座伟大的铁路桥”。